# Rozstání (Pardubice)
Rozstání é uma comuna checa localizada na região de Pardubice, distrito de Svitavy.